# Laodicea brevigona
Laodicea brevigona is een hydroïdpoliep uit de familie Laodiceidae. De poliep komt uit het geslacht Laodicea. Laodicea brevigona werd in 1967 voor het eerst wetenschappelijk beschreven door Allwein. 